# TSC Arena
TSC Arena – stadion piłkarski w Bačkiej Topoli, w Serbii. Został otwarty 3 września 2021 roku. Może pomieścić 4500 widzów. Swoje spotkania rozgrywają na nim piłkarze klubu FK Bačka Topola.
Nowy stadion w Bačkiej Topoli powstał dzięki dofinansowaniu rządu Węgier (Bačka Topola jest miastem z przewagą mniejszości węgierskiej), choć klub czynił starania o budowę nowego obiektu już od 2005 roku. Umowę na budowę stadionu podpisano 13 grudnia 2018 roku z firmami „Tončev“ (główny wykonawca) i „Banković“. Głównym architektem areny była Dragana Knežević. Przed rozpoczęciem budowy dokonano rozbiórki starego Stadionu Miejskiego, w miejscu którego powstał nowy obiekt. W czasie budowy piłkarze klubu FK Bačka Topola swoje spotkania rozgrywali na stadionie w Sencie (wiosną 2019 roku klub po raz pierwszy w historii awansował do Super ligi). Uroczyste otwarcie TSC Areny miało miejsce 3 września 2021 roku, a na inaugurację rozegrano mecz towarzyski pomiędzy gospodarzami i Ferencvárosem (2:1).